# Маріанна (телесеріал)
«Маріанна» (фр. Marianne) — французький мережевий телесеріал у жанрі жахів. Автор ідеї та режисер — Семюел Бодін; автори сценарію — Семюел Бодін і Куок Данґ Тран; у головних ролях — Віктуар Дю Буа, Люсі Бужена та Тіфен Давіо. Сюжет розгортається довкола молодої письменниці Емми, яка усвідомлює, що персонажі її жахових романів також існують у реальному світі. Реліз серіалу відбувся 13 вересня 2019 року на Netflix. Телесеріал було скасовано в січні 2020 року після першого його сезону.